# Proterospastis capnopis
Proterospastis capnopis är en fjärilsart som beskrevs av Edward Meyrick 1922. Proterospastis capnopis ingår i släktet Proterospastis och familjen äkta malar. Inga underarter finns listade i Catalogue of Life.